# Lopharcha amethystas
Lopharcha amethystas är en fjärilsart som beskrevs av Edward Meyrick 1912. Lopharcha amethystas ingår i släktet Lopharcha och familjen vecklare. Inga underarter finns listade i Catalogue of Life.